# ザ・サイレント・フォース
『ザ・サイレント・フォース』（The Silent Force）は、2004年11月15日に発売されたウィズイン・テンプテーションによる第3作目のオリジナル・アルバムである。
前作『Mother Earth』ヒットの余波、さらに女声メタルのブームによる追い風もあって、ヨーロッパを中心に成功を収めた。本作のヒットによりロードランナー・レコードからも販売されることになり、ボーナス・トラックやライブ映像を収録したDVDが添付された。

## 収録曲

### オリジナル盤
1. イントロ - "Intro"
2. シー・フー・アイ・アム - "See Who I Am"
3. ジリアン (アイド・ギヴ・マイ・ハート) - "Jillian (I'd Give My Heart)"
4. スタンド・マイ・グラウンド - "Stand My Ground"
5. ペイル - "Pale"
6. フォーセイクン - "Forsaken"
7. エンジェルズ - "Angels"
8. メモリーズ - "Memories"
9. アクエリアス - "Aquarius"
10. イッツ・ザ・フィアー - "It's the Fear"
11. サムホエア - "Somewhere"

### ボーナス・トラック
GUN レコード
1. "A Dangerous Mind"
2. "The Swan Song"

ロードランナー・レコード
1. デストロイド (デモ)
2. ジェーン・ドー

### ボーナスDVD
1. スタンド・マイ・グラウンド (Live at Rock Am Ring)
2. エンジェルズ (Live at Rock Am Ring)
3. メモリーズ (Live at Rock Am Ring)
4. マザー・アース (Live at Rock Am Ring)
5. アイス・クイーン (Live at Rock Am Ring)
6. スタンド・マイ・グラウンド

## パーソネル
- シャロン・デン・アデル (Sharon den Adel) - ボーカル
- ローベルト・ヴェスターホルト (Robert Westerholt) - リズム・ギター
- ルード・ヨリー (Ruud Jolie) - リード・ギター
- イェローン・フォン・フェーン (Jeroen van Veen) - ベース
- マルテン・スピーレンブルフ (Martijn Spierenburg) - キーボード
- ステフェン・ファン・ハストレット (Stephen van Haestregt) - ドラム